# Nikolaus Wachsmann
Nikolaus Daniel Wachsmann (né en 1971) est professeur d'histoire européenne moderne au département d'histoire, de lettres classiques et d'archéologie du Birkbeck College de l'université de Londres.

## Carrière académique
Wachsmann est né à Munich. Il est diplômé de la London School of Economics avec un baccalauréat ès sciences (BSc), de l'Université de Cambridge avec une maîtrise en philosophie (MPhil) et de l'Université de Londres avec un doctorat (PhD). Sa thèse de doctorat, qu'il achève en 2001, s'intitule « Reform and Repression: Prisons and Penal Policy in Germany, 1918–1939 ».
En octobre 1998, Wachsmann commence sa carrière universitaire en tant que chercheur au Downing College de Cambridge. Il est alors maître de conférences à l'Université de Sheffield. En 2005, il rejoint le Département d'histoire, de lettres classiques et d'archéologie de Birkbeck, Université de Londres.
Il est l'auteur du livre de 2004, Hitler's Prisons: Legal Terror in Nazi Germany et du livre de 2015 KL: A History of the Nazi Concentration Camps.

## Prix et distinctions
- 2004 Prix Gladstone du livre d'histoire de la Royal Historical Society, lauréat pour Les prisons d'Hitler: la terreur légale dans l'Allemagne nazie [5]
- Prix du Jewish Quarterly-Wingate 2016, lauréat pour History of the Nazi Concentration Camps[6]
- Prix d'histoire Mark-Lynton 2016, lauréat pour History of the Nazi Concentration Camps[7]
- Prix d'histoire Wolfson 2016, lauréat pour History of the Nazi Concentration Camps[8]

## Publications
- KL: A History of the Nazi Concentration Camps (New York, Londres, 2015)
- Die Linke im Visier. Zur Errichtung der Konzentrationslager 1933 (Göttingen, 2014), co-édité avec le professeur Sybille Steinbacher
- The Nazi Concentration Camps, 1933-1939: A Documentary History (Lincoln, 2012), co-édité avec le Dr Christian Goeschel
- Concentration Camps in Nazi Germany: The New Histories (Londres, 2010), co-édité avec le professeur Jane Caplan
- « Before the Holocaust: New Approaches to the Nazi Concentration Camps, 1933-1939 », numéro spécial du Journal of Contemporary History 45 (2010), Nr. 3, co-édité avec le Dr Christian Goeschel
- Hitler's Prisons: Legal Terror in Nazi Germany (New Haven : Yale University Press, 2004).